# 天主教天津教区

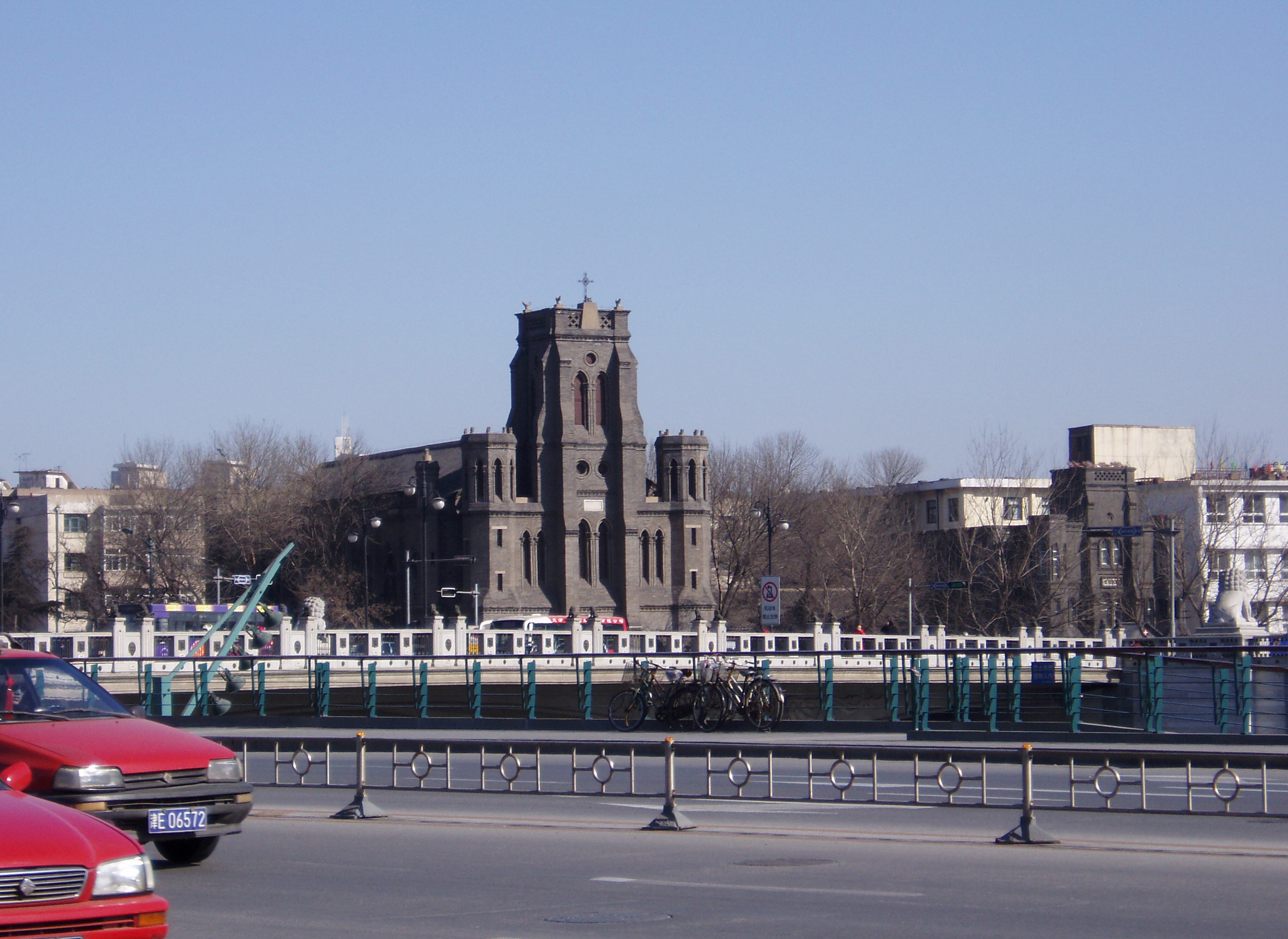
望海楼教堂

天津教区（Dioecesis Tienzinensis）是罗马天主教会在中国设立的一个教区。

## 历史

### 早期
1847年，天主教开始传入天津，1861年，直隶北境代牧孟振生派遣法国籍遣使会神父卫儒梅到天津传教。卫儒梅和1866年前来接替他的谢福音神父（1820年―1870年），以及孟振生主教从欧洲带来的仁爱会修女，隐蔽在东门附近的深宅大院中，开办仁慈堂养病院。
1862年春，卫儒梅获得位于三岔河口北岸望海楼旧址及其西侧崇熹观15亩土地。1869年5月16日，谢福音神父拆毁了望海楼和崇禧观旧址，年底建成天津第一座天主教堂——胜利之后堂（圣母得胜堂），堂身长30米，宽10米，俗称望海楼天主堂。建成后次年的1870年6月21日，即在天津教案中被焚毁，两位神父、十位修女被杀害。
天津教案发生后，外侨移居租界，1872年，在天津法租界内兴建了圣路易教堂（即紫竹林教堂）。
1900年夏，天津是义和团运动的中心之一，天主教会受到沉重打击。事变平息之后，天津的天主教徒增长至3万人。

### 成立代牧区
1912年4月27日，罗马教廷颁发诏书，宣布从直隶北境代牧区分设直隶海滨代牧区。并委任北京教区副主教杜保禄（法国籍）为本教区首任主教。
杜保禄在紧邻天津法租界西南面的老西开兴建新的主教座堂——西开教堂，并在教堂附近陆续开办了西开小学、若瑟小学、圣功小学、若瑟会修女院法汉学校（今天津市第21中学）和天主教医院（今天津市妇产科医院），形成一大片教会建筑群。
1924年12月3日，直隶海滨代牧区以主教座堂所在地名称更名为天津代牧区。 
天主教在天津传教主要沿津浦铁路，向津南各县发展，至静海、沧州、盐山、南皮一带。今天津市所辖蓟县、宝坻、武清、宁河等县当时属北京南堂（宣武门天主堂）管辖。
1923年，由北京助理代牧文贵宾（法国籍）接替杜保禄任天津代牧。

### 建立圣统制
1946年4月11日，罗马教廷宣布在中国正式建立圣统制，天津代牧区也升格为天津教区。

### 1951年以后
1951年，外籍神职人员被驱逐出境，暂由副主教赵振亚主持教务。1953年2月，罗马教廷任命赵振亚为天津教区署理主教。
“文革”期间，教会活动完全被禁止。
1980年8月15日，西开主教座堂重新开放，随后教区各堂口开始逐步归还。
1982年，易县教区刘书和主教祝圣李思德神父为天津教区正权主教，祝圣石鸿祯为天津教区助理主教；同年8月，天津教区李思德主教祝圣留守天津教区的遣使会神父石洪臣为天津教区辅理主教。
1992年，未获罗马教廷承认的爱国会主教李德培（1963年自选）去世，石洪臣不听罗马教宗劝阻，接受第二次祝圣并公开加入爱国会，将天津教区分裂为二。教廷拒绝承认他的身份。
2005年3月3日，天津教区辅理主教石洪臣逝世。
2007年6月30日，教宗本笃十六世发表《致中國教會信函》後，2008年上半年，天津教区实现以天津教区正权主教李思德领导下的地上地下教会大合一。从而结束長年的分裂局面。3月14日，全部地上教会神父服从李思德主教。2019年6月8日，李思德主教在蓟州区上仓镇梁庄子病逝。
2024年8月27日，默尔爵·石鸿祯公开就任天津教区主教。

## 教徒
1912年代牧区成立时，教徒人数为34000人。到1935年，教徒增加到5万余人。2005年，天津教区拥有教徒10万人。

## 教堂
1912年代牧区成立时，有堂口13处；到1935年，堂口有23处。目前天津教区共辖教堂25个，其中市区3个，分别为西开堂、望海楼堂和富辛庄堂。
主教座堂：原圣味增爵堂，现圣若瑟主教座堂（老西開堂），天津市和平区西宁道9号。 
前主教座堂：圣母得胜堂（望海楼天主堂） 
市内其他堂口：紫竹林圣路易堂、锦衣卫桥天主堂、富辛庄天主堂（西南角堂）、仁慈堂。

## 修会
- 遣使会
- 双心传教女修会（教區修會）
- 仁爱修女会

## 修院
1914年，主教杜宝禄在望海楼教堂设立了大、小修道院，共有大小修道生40名。小修道院为初级班，学习相当于中学水平的基础知道和拉丁文。大修道院为高级班，学习哲学、神学、教会法典等专业知识。大修道院毕业后即可升为神父。同年在西开教堂东侧营口道与西宁道转角处建成二层楼房136间，随迁至此。1918年，遣使会在北京阜成门外开办华北地区联合大修道院。天津教区只设小修道院，在该院结业后，再转入北京大修道院。 

## 附属事业
- 大学：私立津沽大学
- 中小学：至1935年，天津教区有中学4所、外侨子弟学校2所、小学9所。
- 西开医院（天津妇产科中心医院）、圣心医院（第一医院）
- 天津仁慈堂孤儿院
- 《益世报》：1915年比利时籍神父雷鸣远创办，1937年停办。1945年复刊。
- 望海楼北洋医院
- 静海县惠泽堂药店
- 鸿臣安老中心：仁爱修女会负责

## 历任教长
直隸海濱代牧区宗座代牧
- 杜保禄（Bishop Paul-Marie Dumond, C.M.）（1912年4月27日－1920年7月21日）遣使会，1864年4月2日生于法国，1888年8月10日晋升神甫，1912年4月27日直隸海濱代牧，1912年6月30日祝圣主教，1920年7月21日贛州署理代牧，1925年5月12日任贛州代牧，1931年7月3日任南昌代牧，1944年2月19去世（79岁）

天津代牧区宗座代牧
- 文贵斌（Bishop Jean de Vienne de Hautefeuille, C.M.）（1923年7月12日－1946年4月11日）1877年4月2日生于法国，1900年6月9日晋升神甫，1915年8月10日任直隸西南辅理代牧，1915年11月21日祝圣主教，1917年4月2日任直隸西南代牧，1919年4月2任直隸北境辅理代牧，1923年7月12日任天津代牧，1946年4月11日天津主教，1951年被驱逐出境，1957年9月21日去世（80岁）

天津教区主教（圣座任命）
- 文贵斌（Bishop Jean de Vienne de Hautefeuille, C.M.）（1946年4月11日－1951年6月14日）
- 張弼德（Bishop John Zhang Bi-de）（1951年－1953年2月13日）（宗座署理）遣使会，赵县主教
- 赵振亚（Fr. Alphonsus Zhao, C.M.）（1953年2月13日－1981年）（宗座署理）遣使会
- 李思德（Bishop Stephen Li Si-de）（1982年－2019年6月8日）（正权主教，1982年6月15日由易县教区刘书和助理主教秘密祝圣。）
- 石鸿祯（Bishop Melchior Shi Hongzhen）（1982年6月15日－）（原助理主教，秘密祝圣。2019年李思德主教去世后按教会法自动继任为教区正权主教，2024年获得中国政府承认其民事效力；同年8月27日，在爱国会天津教区举办的仪式中就任为同时得到圣座与爱国会承认的天津教区主教[5]。
  - 石洪臣（1982年－2005年3月3日）（辅理主教，秘密祝圣，1992年接受非法二次祝圣，自封天津教区主教，被教宗绝罚。）

天津教区主教（自选自圣）
- 李德培(1963-1991年7月13日)（自选自圣，后未获宗座认可）
- 石洪臣（1992年－2005年3月3日）（自选自圣，后未获宗座认可）